# WSMC
WSMC (The World Strong Man Cup Federation) – Federacja Pucharu Świata Siłaczy. Jedna z trzech światowych (obok IFSA i WSF) federacji siłaczy, zrzeszająca najsilniejszych ludzi świata.
Celem federacji jest popularyzacja sportu strongman, poprzez organizację zawodów strongmanów w różnych krajach świata i zapewnienie transmisji telewizyjnych z tych zawodów.
WSMC zajmuje się również działalnością dobroczynną poprzez wspieranie dostępu do sportu dla dzieci.
Siedziba federacji mieści się w Salzburgu, w Austrii. Honorowym prezesem WSMC jest legenda sportu strongman - Jouko Ahola.

## Zawody
Federacja organizuje zawody w cyklu Puchar Świata Siłaczy.